# Чайная ложка (кафе)
«Чайная ложка» — сеть чайных (ресторанов быстрого обслуживания), основанная 25 декабря 2001 года. Гендиректор: Борис Крупкин, после[чего?] стал Евгений Осояну.
На пике развития сеть «Чайная ложка» насчитывала 70 ресторанов, из них 16 работали по системе франчайзинга. География: 55 кафе в Санкт-Петербурге и Ленинградской области, а также 15 в других регионах России: Калуга, Нижний Новгород, Тверь, Великий Новгород, Пермь, Псков, Петрозаводск, Мурманск, Балаково, Архангельск, Клайпеда (Литва). Первый ресторан в Европе открыт в 2009 году в Клайпеде. 24 % акций принадлежит фонду «Нева-Русь», 19 % у частных акционеров.
Основной ассортимент включал три группы продуктов: блины с начинками — 16 видов, салаты — 10 видов, чай — 15 видов. В 2008 году годовой оборот компании составлял 50 млн долларов. Сеть «Чайная ложка» рассчитана на нижний слой среднего класса. За 2012 год «Чайную ложку» посетило более 10 000 000 человек.
В 2010 году руководство ряда кафе «Чайная ложка» было привлечено к дисциплинарной ответственности в связи с использованием труда несовершеннолетних.
В 2017 году началась оптимизация сети, в сентябре все чайные отключились от программы лояльности (накопление баллов, обмен их на бесплатные блины) без предварительного информирования пользователей. Служба поддержки мотивировала это тем, что ею никто не пользовался, что не вполне является правдой.
В 2018 году сеть в Санкт-Петербурге закрылась. Теми же людьми на тех же местах сети была открыта пиццерия «Две пиццы», пилотная точка которой уже была открыта на Лиговском проспекте, рядом с «Галереей». Данная сеть, недолго просуществовав, была также закрыта.
Осенью 2022 года было объявлено о возрождении «Чайной ложки» в рамках одной из структур холдинга, в который входит сеть кофеен «Чайникофф». В планах у компании до конца 2023 года открыть до 30 блинных.